# Sun Valley (Nevada)
Sun Valley é uma Região censo-designada localizada no estado americano de Nevada, no Condado de Washoe.

## Demografia
Segundo o censo americano de 2000, a sua população era de 19.461 habitantes.

## Geografia
De acordo com o United States Census Bureau tem uma área de
38,9 km², dos quais 38,9 km² cobertos por terra e 0,0 km² cobertos por água.

## Localidades na vizinhança
O diagrama seguinte representa as localidades num raio de 20 km ao redor de Sun Valley.